# Vereinigung der Kolasamen

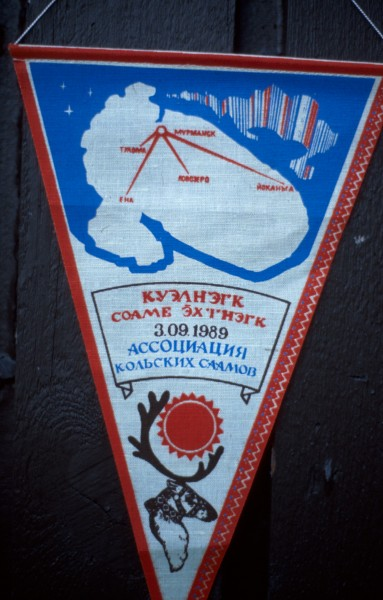
Ein früher Wimpel der Vereinigung der Kolasamen mit dem kildinsamischen und russischen Namen und dem Gründungsdatum 3. September 1989

Die Vereinigung der Kolasamen (russisch Assotsiatsija Kolskich saamow (AKS) Ассоциация Кольских саамов (АКС), kildinsamisch Куэлнэгк соаме э̄хтнэгк, skoltsamisch Kuâlõõǥǥ Sääʹm õhttõs, nordsamisch Guoládaga Sámi Searvi) ist eine am 3. September 1989 gegründete Nichtregierungsorganisation der Samen in der Oblast Murmansk in Nordwestrussland. Gemeinsam mit der Nichtregierungsorganisation der Samen der Oblast Murmansk ist sie Mitglied im internationalen Samenrat.
Ihr Sitz befindet sich seit der Gründung in Murmansk. Seit 2018 ist Jelena Almasowa (früher Jelena Goi und Jelena Rotschewa) die Präsidentin.

## Name
Der russische vollständige Name, unter der die Organisation offiziell registriert ist, lautet Murmanskaja oblastnaja obschestvennaja organisatsija «Assotsiatsija Kolskich saamow» (Мурманская областная общественная организация «Ассоциация Кольских саамов» „Öffentliche Organisation der Oblast Murmansk ‘Vereinigung der Kolasamen’“), abgekürzt OO AS Kolskich saamow (ОО АС Кольских саамов). Der kildinsamische Name Куэлнэгк соаме э̄хтнэгк erscheint in verschiedenen Varianten, z. B. Куэлнэгк Соа̄ме Эхтнэгк.
Ins Skoltsamische, der zweiten in Russland verwendeten Schriftsprache, wurde der Name als Kuâlõõǥǥ Sääʹm õhttõs übersetzt; im Nordsamischen, der wichtigsten Arbeitssprache des internationalen Samenrats, wird Guoládaga Sámi Searvi gebraucht (beide entsprechen deutsch „Vereinigung der Kolasamen“).

## Hintergrund und Wirken
Die Organisation gilt als der erste offizielle Zusammenschluss von Samen in der Sowjetunion. Ihr wichtigstes Ziel ist die Rechte der samischen Urbevölkerung in Russland zu bewachen und zu stärken, dessen wirtschaftliche und soziale Entwicklung zu fördern und die traditionelle Kultur sowie die lokalen samischen Sprachen auf der Halbinsel Kola wiederzubeleben.
Gründungspräsident war Wassili Seliwanow. Am 21. März 1990 wurde die Organisation offiziell registriert.
Die Vereinigung der Kolasamen ist repräsentiert in RAIPON, der Vereinigung der indigenen kleinen Völker des Nordens, Sibiriens und des Fernen Ostens in Russland und, gemeinsam mit der Nichtregierungsorganisation der Samen der Oblast Murmansk, im Samenrat.

## Präsidenten
- 1989–1991 Wassili Seliwanow[9]
- 1991–2010 Nina Afanassjewa[2]
- 2010–2018 Jelena Jakowlewa[2]
- seit 2018 Jelena Almasowa[2]

## Auszeichnung
- 1999 Ehrenpreis des Samenrates[10]